# Burlton
Burlton – wieś w Anglii, w hrabstwie Shropshire. Leży 13 km na północ od miasta Shrewsbury i 235 km na północny zachód od Londynu.